# Moh Kouyaté
Moh Kouyaté sau Moh! Kouyaté (n. 21 aprilie 1977, Conakry, Guineea) este un cântăreț și chitarist din Guineea stabilit la Paris.
Compozițiile sale sunt o punte între rădăcinile sale de mandingo și inspirațiile contemporane de blues, jazz sau pop.